# Brightline
Brightline är en järnvägslinje för persontrafik som går mellan Miami och Orlando i Florida, USA. Linjen öppnade 2018 och planer finns på förlängning från Orlando mot Tampa.